# Мирмекофаги

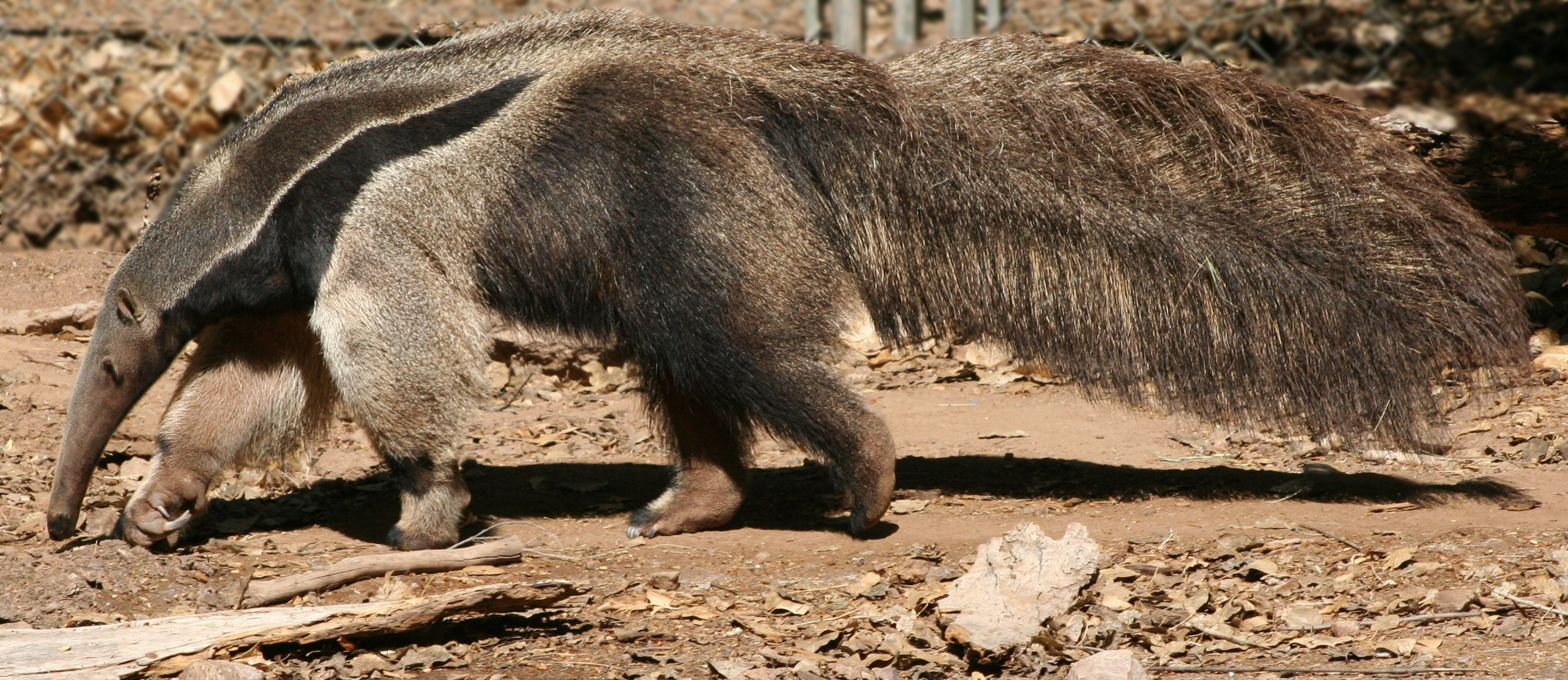
Гигантский муравьед

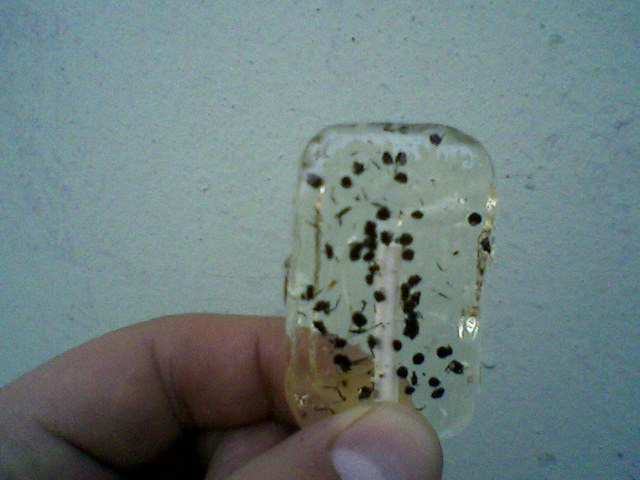
Леденец с муравьями

Мирмекофаги (от др.-греч. μύρμηξ — муравей + φάγος — любитель поесть) — животные, потребляющие в пищу муравьёв. К ним относятся ряд пауков, многие насекомые, птицы, млекопитающие.
Среди пауков мирмекофагия встречается, например, у паука Zodarion germanicum (пауки-муравьеды), специализирующегося на поедании муравьёв подсемейства Formicinae.
Подсемейство муравьёв Cerapachyinae специализировано на поедании других видов муравьёв.
Среди амфибий мирмекофагия отмечается у обыкновенной жабы. Среди ящериц наиболее известными примерами является молох, агамовые ящерицы, сцинки. У птиц данный тип питания отмечается у дятловых (например, зелёного дятла (предпочитает кормиться рыжими лесными муравьями), седого дятла, вертешейки) и других.
Среди млекопитающих мирмекофагия свойственна муравьедам, панголинам, трубкозубу, ехидне, намбатам, некоторым медведям.
Кроме того, в некоторых странах население использует муравьёв (крупных маток, медовых муравьёв) в качестве пищи.